# 琅岐闽江大桥
琅岐闽江大桥，是位于中国福建省福州市马尾区的一座公路斜拉桥，跨越闽江，连接琅岐岛与福州主城，大桥全长2,675米，其中主桥为双塔等高斜拉桥，桥长1,280米，主跨680米，双向六车道通行，设计行车速度60公里/小时，大桥主塔高度均为223米，为福州最高的桥梁主塔。大桥于2010年9月24日开工建设，2014年1月1日正式通车。大桥通车使琅岐至马尾中心区的车程缩短至15分钟左右，至福州主城区车程缩短至40分钟左右。

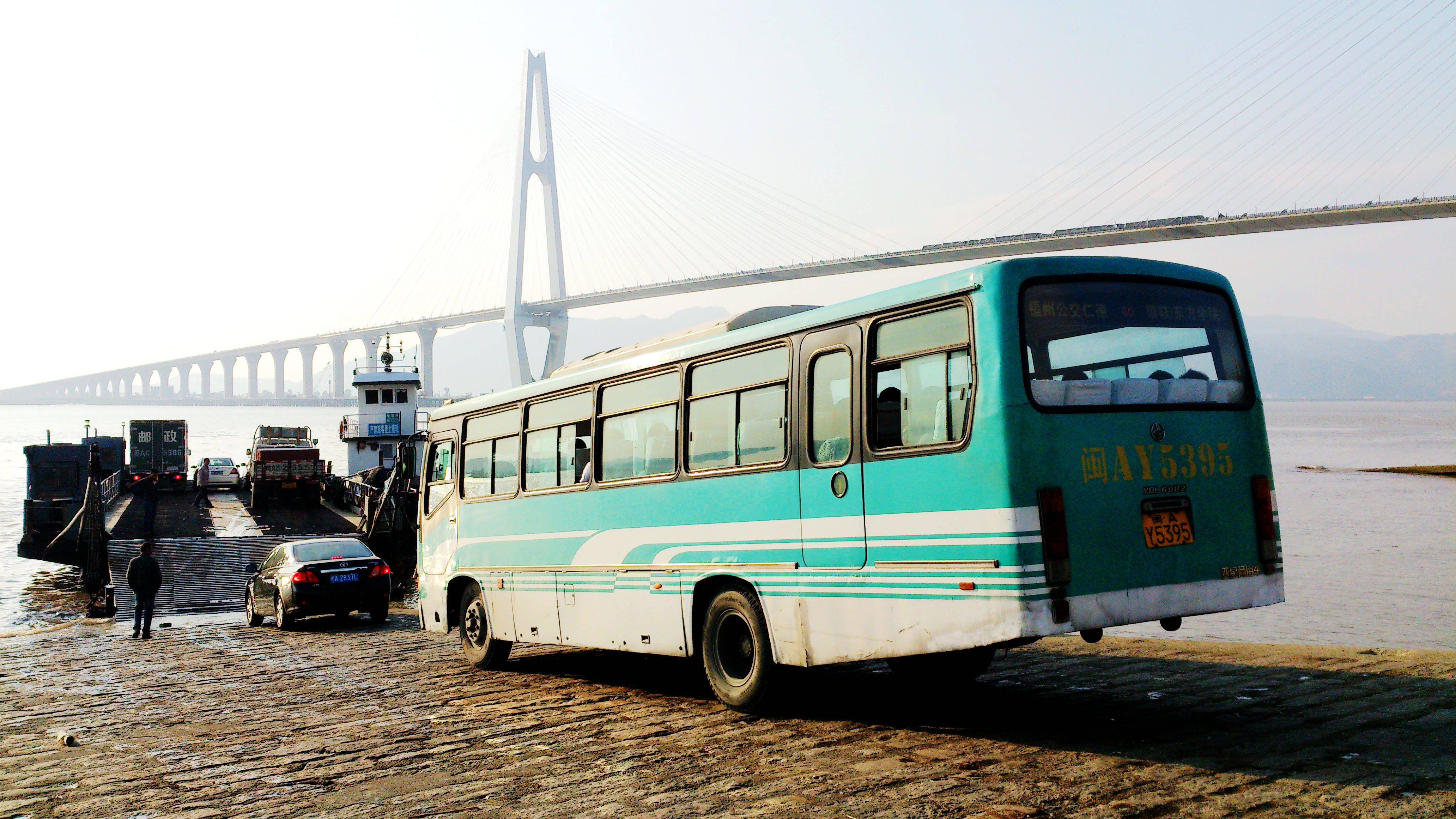
大桥未开通前车辆需要经由轮渡进出岛

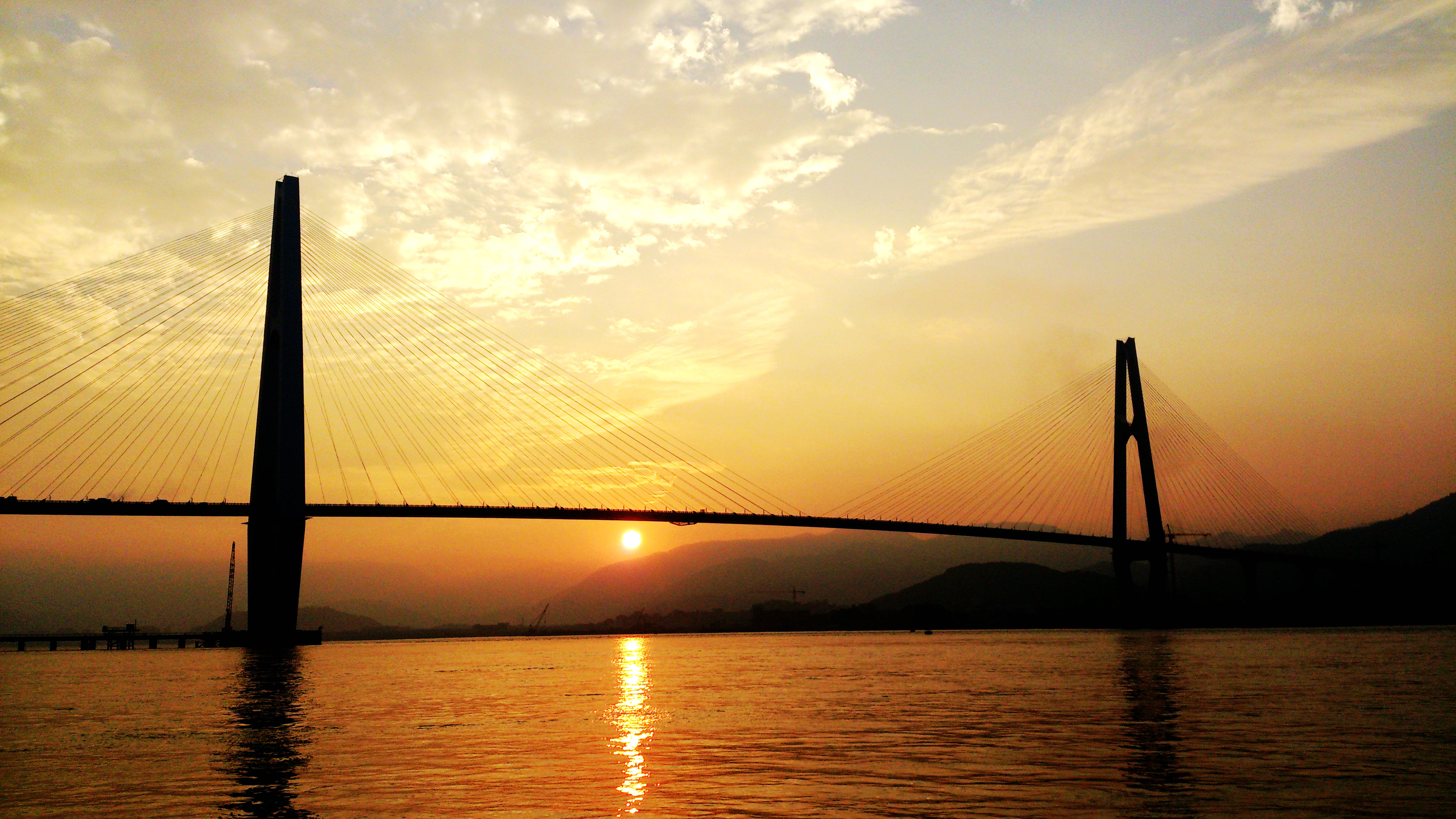
夕阳西下时的琅岐闽江大桥

## 设计
琅岐闽江大桥及接线工程是中华人民共和国交通运输部“十二五”规划的重点项目及福建省重点项目。总投资22.56亿元，全长8.437公里，西起亭江镇的亭江互通连接104国道及规划中的福州东部快速路，向东跨越闽江连接琅岐环岛路与通和路。
整个工程由亭江互通及接线、亭江侧陆上引桥、主桥、琅岐侧水中引桥、琅岐侧陆上引桥、琅岐互通及接线组成，其中，亭江互通及接线、亭江侧陆上引桥、主桥（1/2）由中交第二航务工程局有限公司承建；主桥（1/2）、琅岐侧水中引桥、琅岐侧陆上引桥、琅岐互通及接线由中铁大桥局承建。其中，亭江侧陆上引桥为预应力混凝土连续梁结构，全长360米（4×45米+4×45米），桥面宽度25.5米。
主桥采用双塔双索面钢箱梁斜拉桥设计，全长1,280米，桥跨布置为60+90+150+680+150+90+60米，桥面宽度28.7米，通航净空630×55.1米，设计使用年限100年；大桥主塔高223米，斜拉索采用高强度、低松弛的平行钢丝拉索，分为9种规格，共42组计168根，单根索最长为330.5米，重24.5吨。

## 建设进程
- 2010年9月24日开工建设。
- 2012年12月25日主塔封顶。
- 2013年6月19日主桥合龙。
- 2013年10月31日主桥及接线工程全线贯通。
- 2014年1月1日正式建成通车。[1]

## 公共交通
- 福州公交集团马尾惠民巴士有限公司在大桥通车的同日开通了马尾至琅岐的公交线路180路。线路起讫站点为琅岐红旗环岛－马尾青州公交总站，线路全长27.5公里，配备10辆10米及11米级城市客车，每15至30分钟发一班车，票价为2元一票制。首末班时间为马尾青州公交总站6：50~19：00，琅岐红旗环岛7：00~19：10。停靠站点为：马尾名成水产、马尾中心广场、青洲、海军医院、罗星塔、港口路、马尾区委、沿山市场、君竹环岛、君竹、君竹新村、红山新村、红山、双峰村、广济寺、打石坑、松门、闽安、安福陵园、亭头、亭江、亭江中学、亭江东街、副食品基地、进出口加工区、长盈工业区、长柄、琅岐中心幼儿园、上岐村口、书田里、琅岐红旗环岛。[6]

- 1982年起开通的连接福州市区与琅岐岛的福州公交40路之前一直依靠渡轮进出琅岐岛[7]。通车同日，福州公交40路除当日双向首班车（5:40东方学院发车、6:30公交仁德站发车）走轮渡之外，后续班次起亦由轮渡而改走此桥。而琅岐衙口轮渡码头的车渡于大桥通车的第二日起停运，客渡则于大桥开通半年后停运。至此，琅岐衙口码头与亭江东岐码头间长达数十年的轮渡航线，宣告终业。

- 琅岐前锋环岛至凤坂客运站（肿瘤医院）的专线小巴（俗称：厝头尾车）也于大桥开通当日起改走此桥进出琅岐岛

- 2020年8月31日，由琅岐经由东部快速通道到福州市区的公交线路355路快线开通，经过此桥[8]。

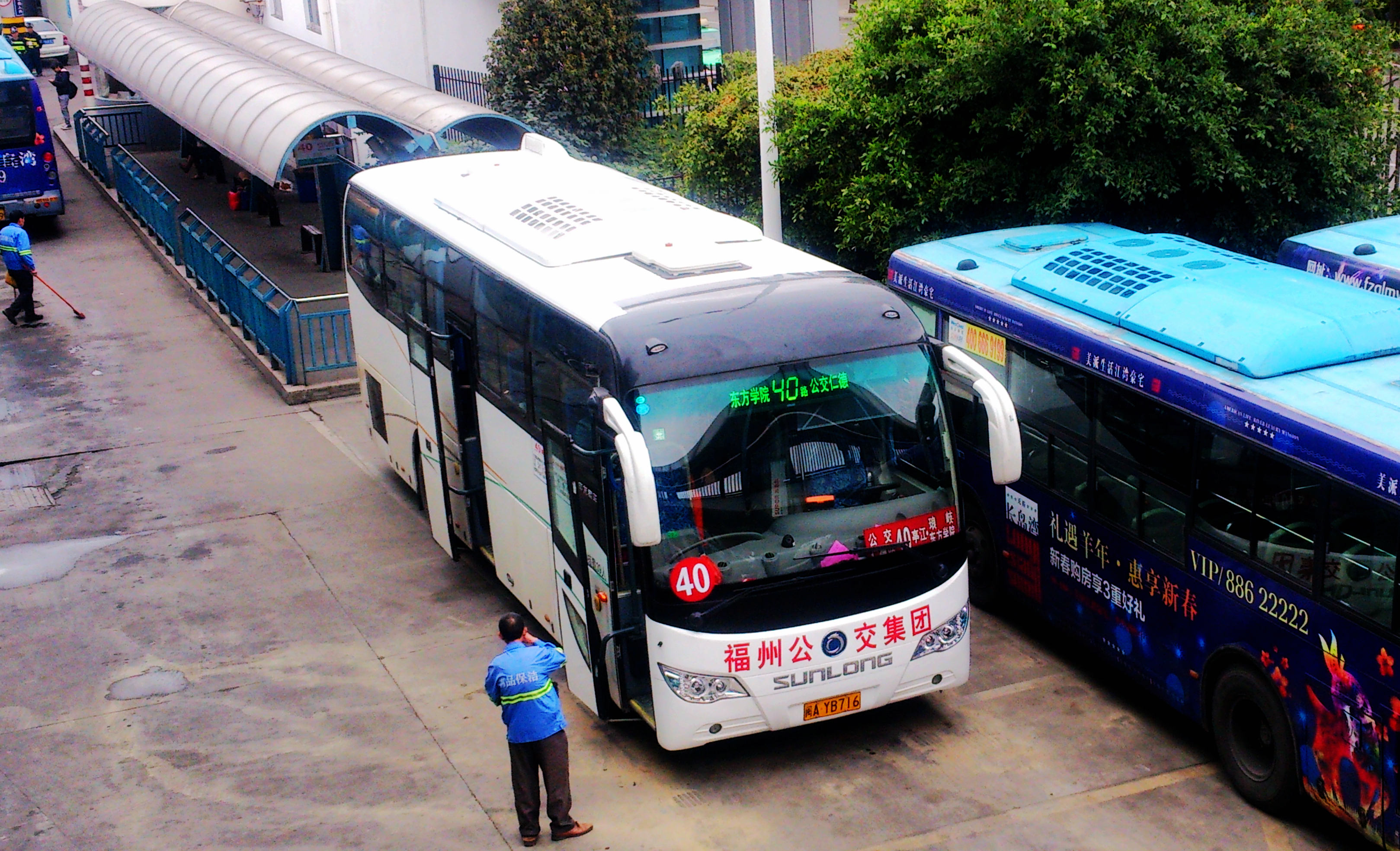
40路（摄于仁德）
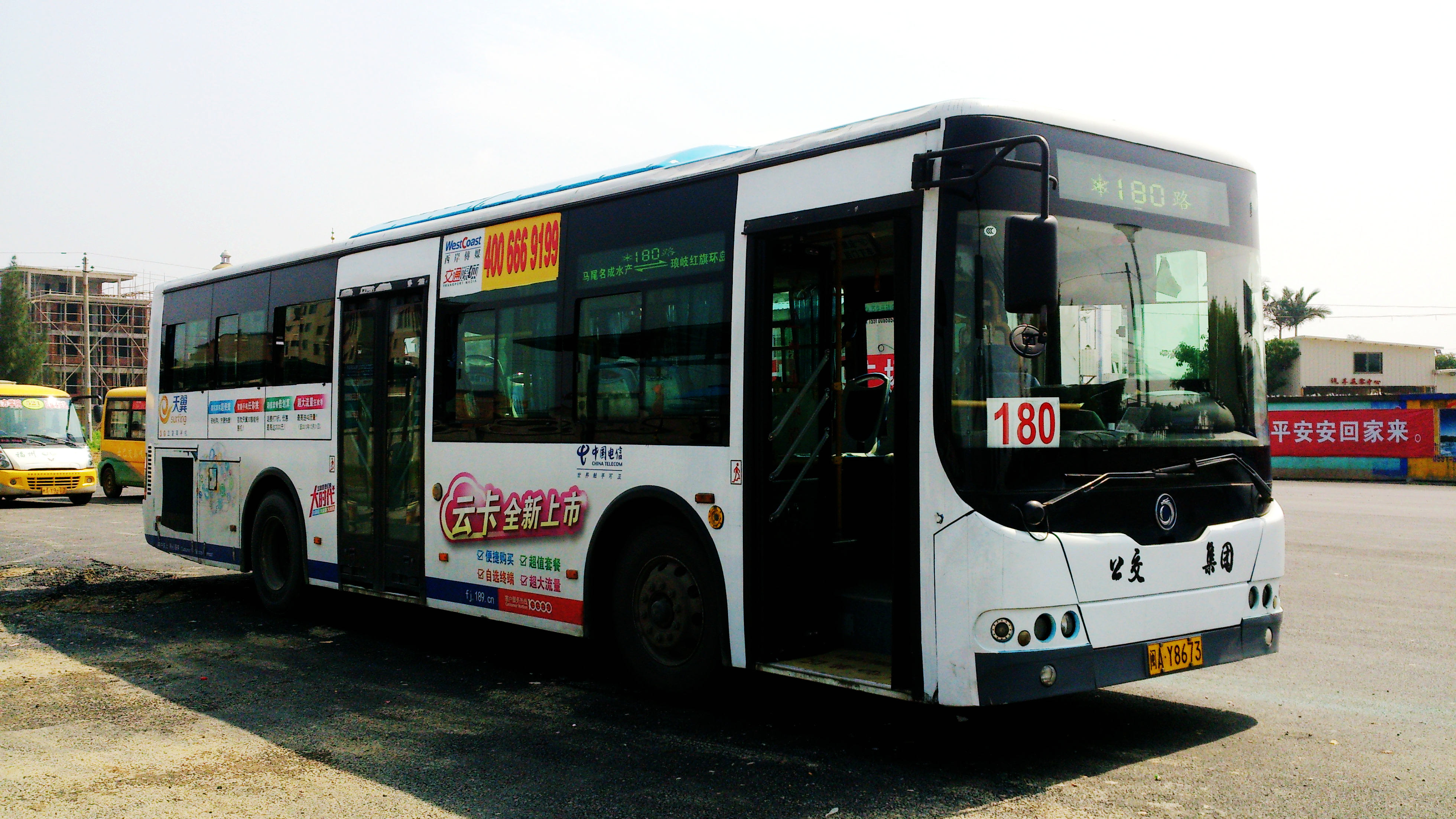
180路（摄于琅岐红旗环岛）
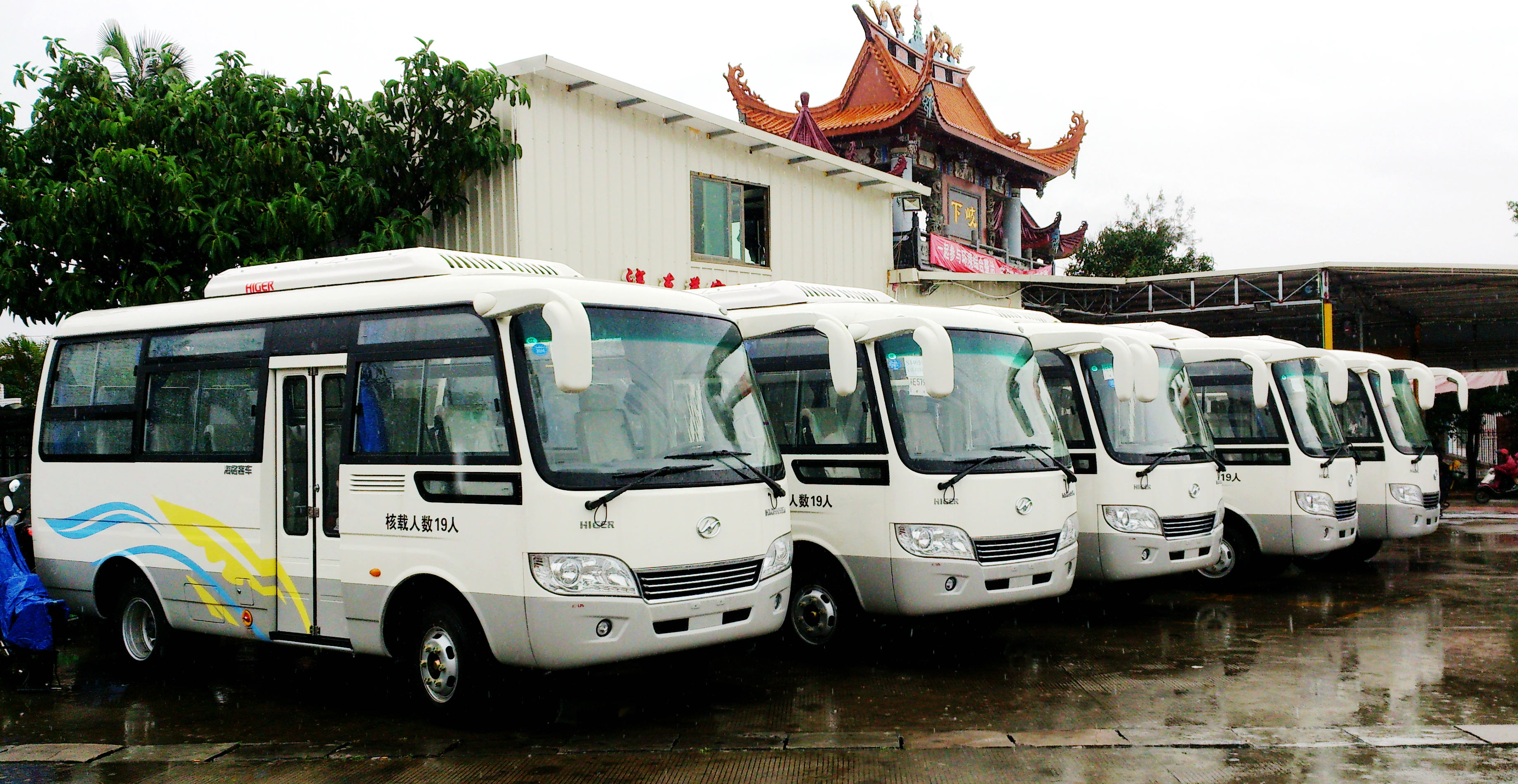
厝头尾小巴（摄于琅岐华威车站）